# Ancienne synagogue (Cracovie)

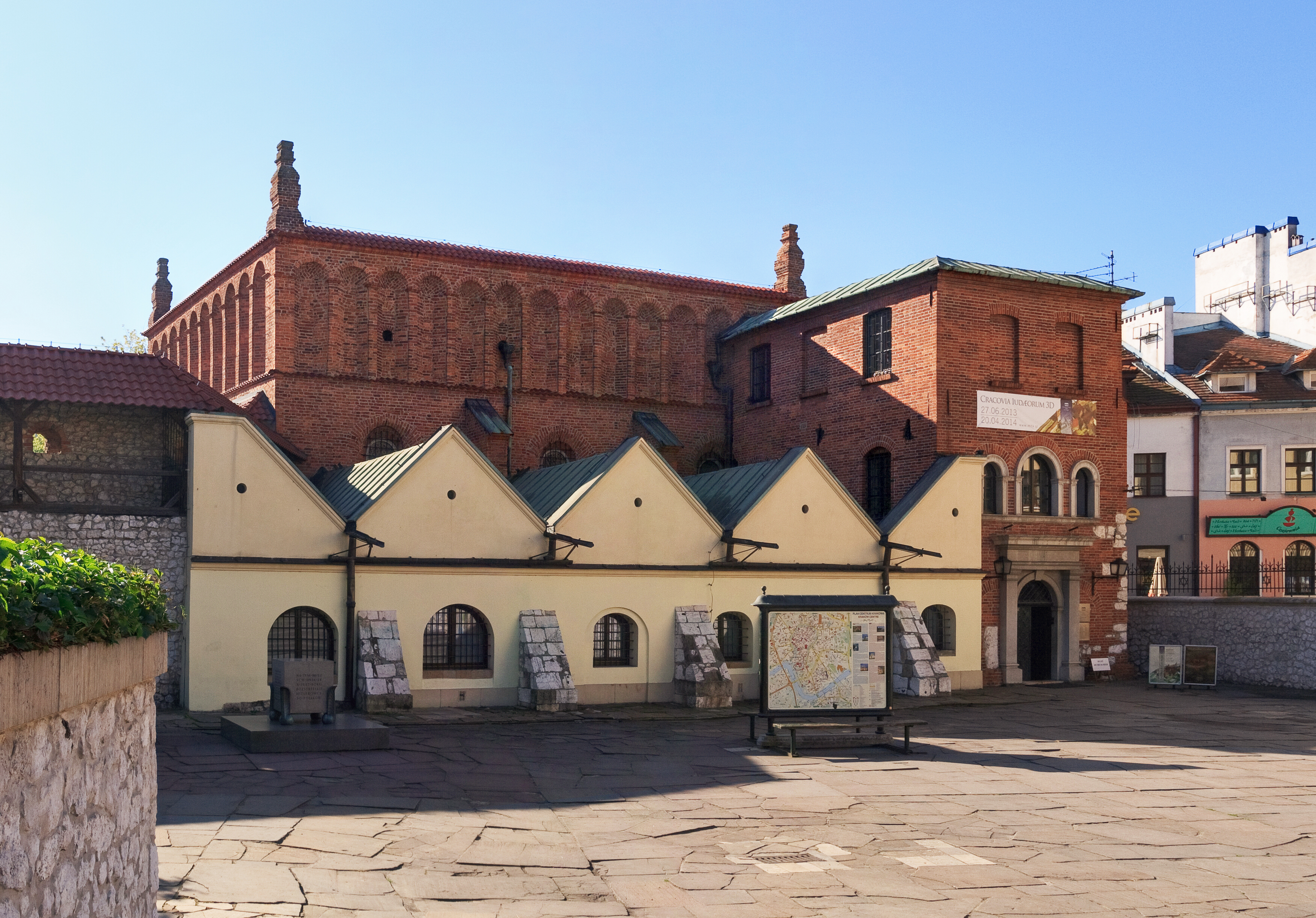
Ancienne synagogue de Cracovie, au premier plan les anciennes salles de prière des femmes

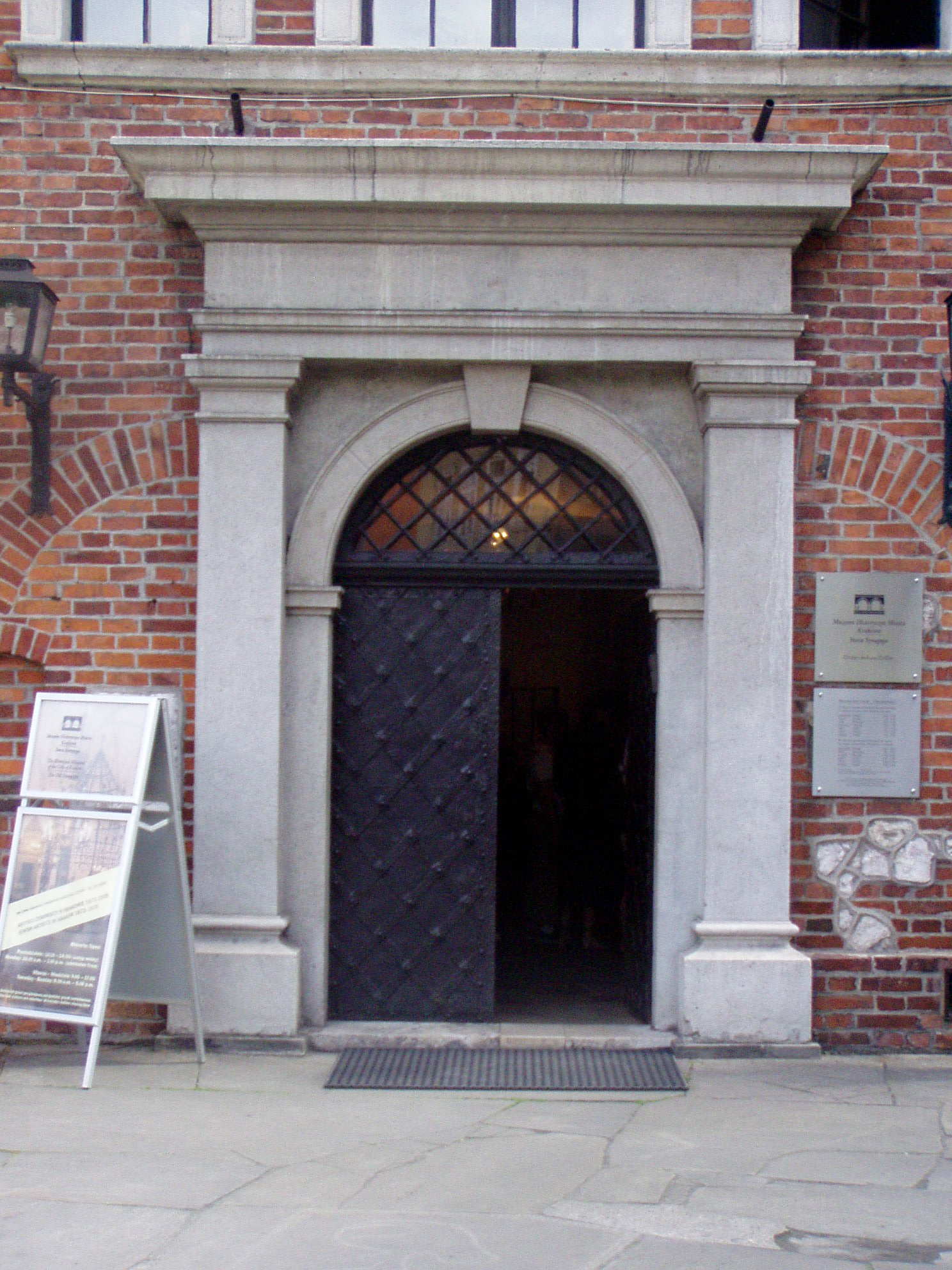
entrée

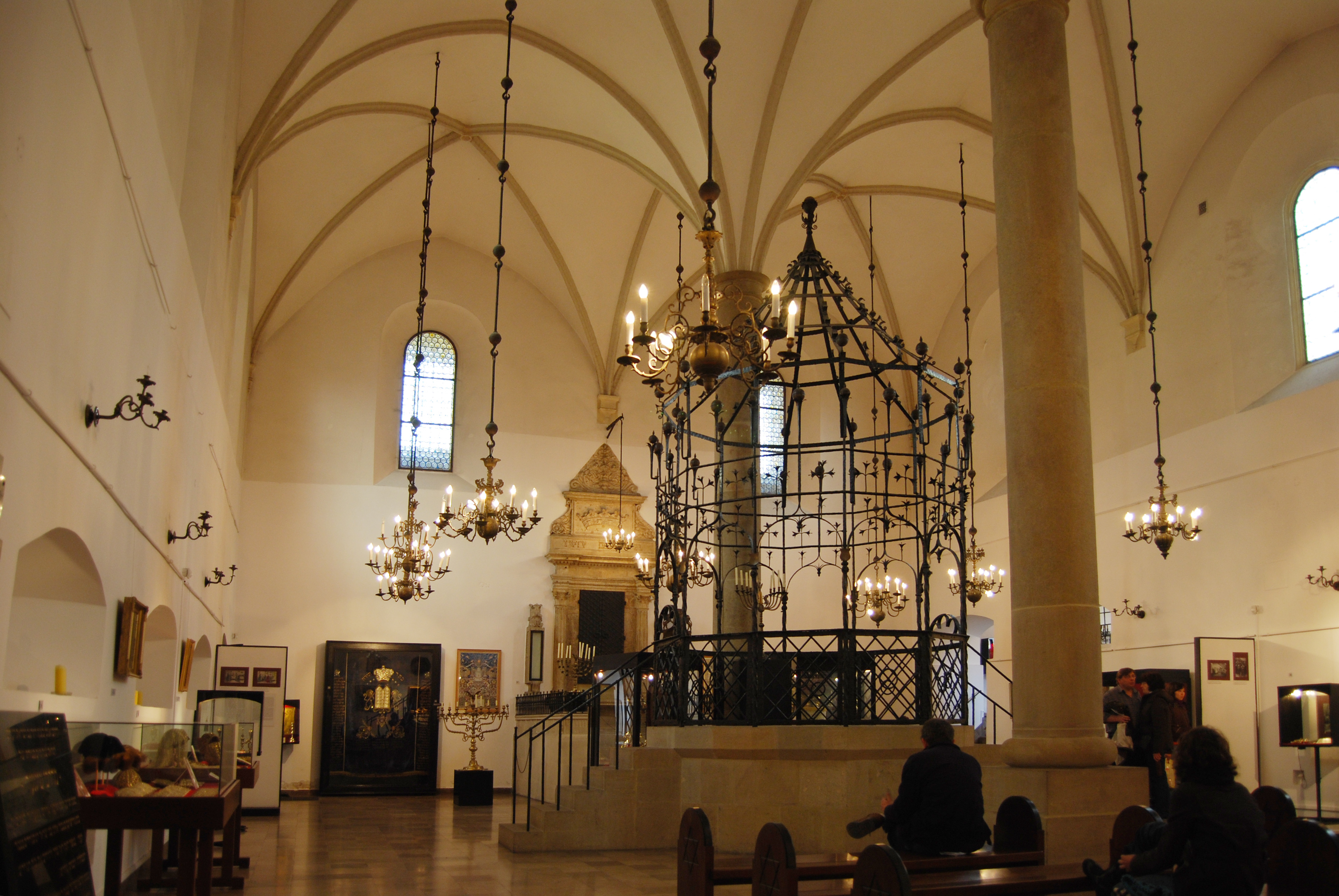
vue de l'intérieur

L'ancienne synagogue (en polonais Synagoga Stara) est une synagogue laïque du quartier Kazimierz de la ville polonaise de Cracovie. La synagogue est un monument culturel protégé, c'est la plus ancienne synagogue de Pologne.

## Histoire
La synagogue a été construite au XVe siècle. De style gothique, le noyau de l'édifice actuel est de Mateo Gucci, qui l'a créé vers 1550. En termes de type de bâtiment, il rejoint les synagogues Vieille-Nouvelle de Prague, Ratisbonne et Worms. Au XIXe siècle, un vestibule avec deux salles de prière pour les femmes et la maison des anciens de la communauté juive de Kazimierz ont été ajoutés.
Pendant la Seconde Guerre mondiale, le bâtiment de la synagogue a été utilisé comme entrepôt par les occupants allemands. Le matériel a été détruit ou a disparu. La synagogue a été rénovée de 1956 à 1959.

## Utilisation d'aujourd'hui
Depuis 1961, il y a un musée juif dans le bâtiment, qui présente l'histoire et la culture juives à Cracovie. Des expositions temporaires, des programmes pédagogiques et une vaste bibliothèque spécialisée complètent l'offre du musée.

## Littérature
- Rudolf Klein : Zsinagógák Magyarországon 1782–1918 : fejlődéstörténet, tipológia és építészeti jelentőség / Synagogues en Hongrie 1782–1918. Généalogie, typologie et signification architecturale . TERC, Budapest 2011,  (ISBN 978-963-9968-01-1), p. 50-51.

## Liens web
- Description (consulté le 29. décembre 2015)
- Page d'accueil du musée